# Campanula stevenii
Campanula stevenii är en klockväxtart som beskrevs av Friedrich August Marschall von Bieberstein. Campanula stevenii ingår i släktet blåklockor, och familjen klockväxter.

## Underarter
Arten delas in i följande underarter:
- C. s. alberti
- C. s. altaica
- C. s. beauverdiana
- C. s. stevenii
- C. s. turczaninovii
- C. s. wolgensis

## Bildgalleri

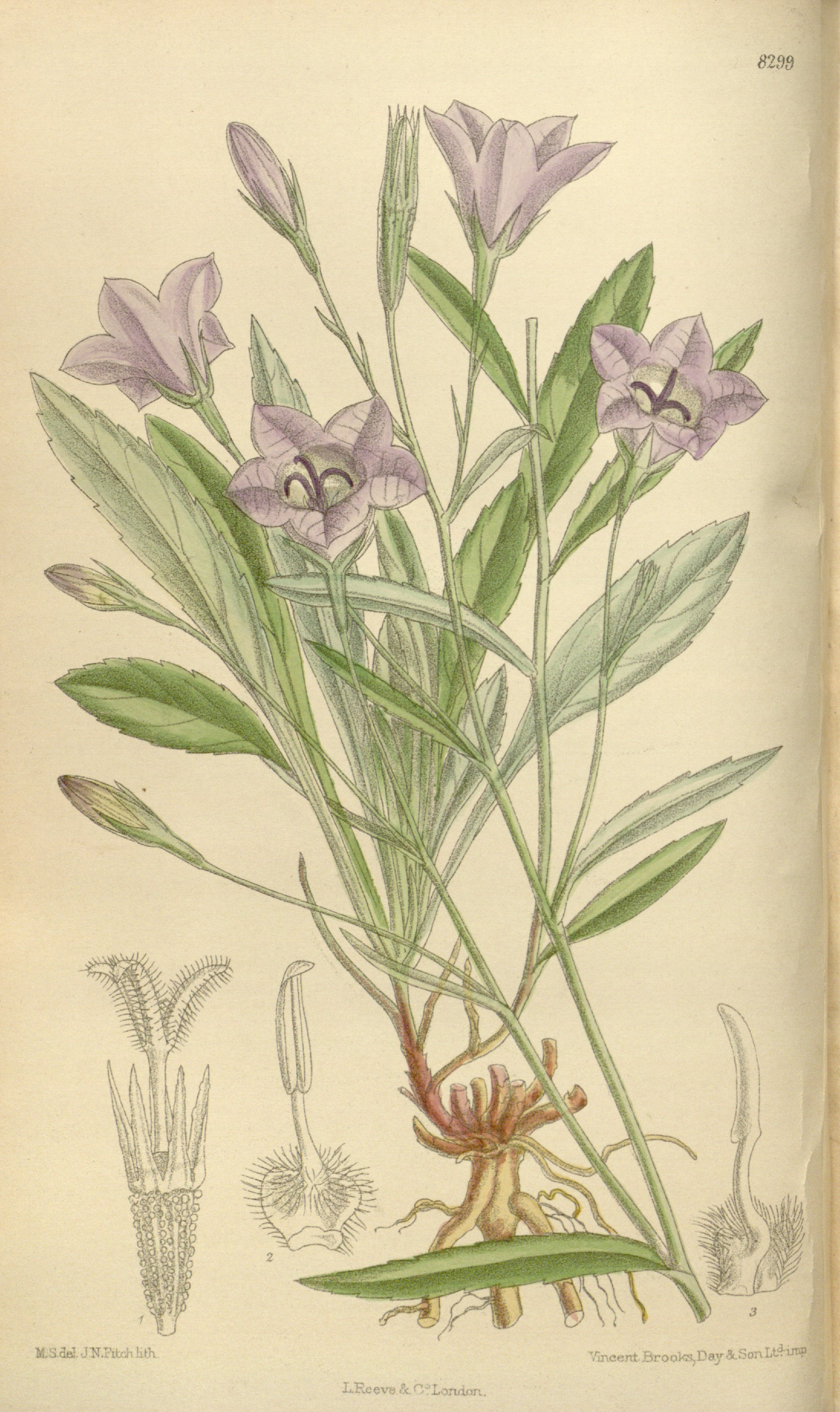